# Quận 5
Quận 5 từng là một quận nội thành cũ nằm ở khu vực trung tâm Thành phố Hồ Chí Minh, Việt Nam. Hiện nay không còn Quận 5 nữa mà chia thành 3 phường là Phường Chợ Quán, Phường An Đông, và Phường Chợ Lớn. 
Quận 5 cùng với Quận 6 còn được gọi chung là Chợ Lớn, khu trung tâm thương mại lớn nhất của người Hoa ở Việt Nam. Được thành lập vào ngày 27 tháng 5 năm 1959 với nhiều địa danh nổi tiếng như Bệnh viện Chợ Rẫy, Thuận Kiều Plaza, Chợ An Đông, Hội quán Tuệ Thành,....

## Địa lý

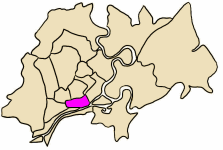
Vị trí Quận 5 trong nội thành
TP. Hồ Chí Minh

Quận 5 nằm ở trung tâm Thành phố Hồ Chí Minh, có vị trí địa lý:
- Phía đông giáp Quận 1 (với ranh giới là đường Nguyễn Văn Cừ) và Quận 4 (qua một đoạn nhỏ kênh Bến Nghé)
- Phía tây giáp Quận 6 với ranh giới là các tuyến đường Nguyễn Thị Nhỏ, Ngô Nhân Tịnh, Lê Quang Sung và bến xe Chợ Lớn
- Phía nam giáp Quận 8 với ranh giới là kênh Tàu Hủ
- Phía bắc giáp Quận 10 và Quận 11 với ranh giới là các tuyến đường Hùng Vương và Nguyễn Chí Thanh.

Quận có diện tích 4,27 km², dân số năm 2019 là 159.073 người, mật độ dân số đạt 37.254 người/km².

## Lịch sử

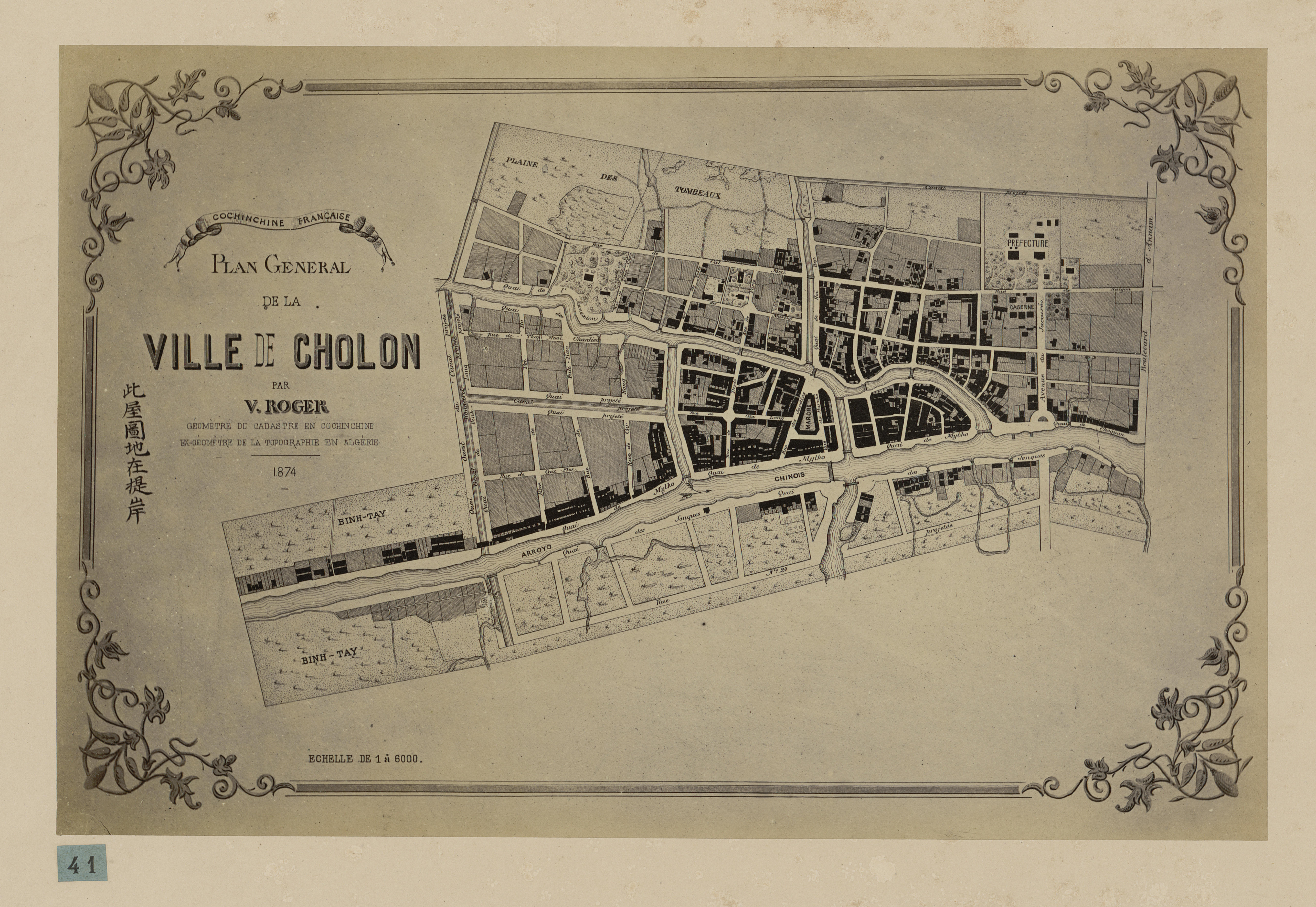
Bản đồ thành phố Chợ Lớn năm 1874

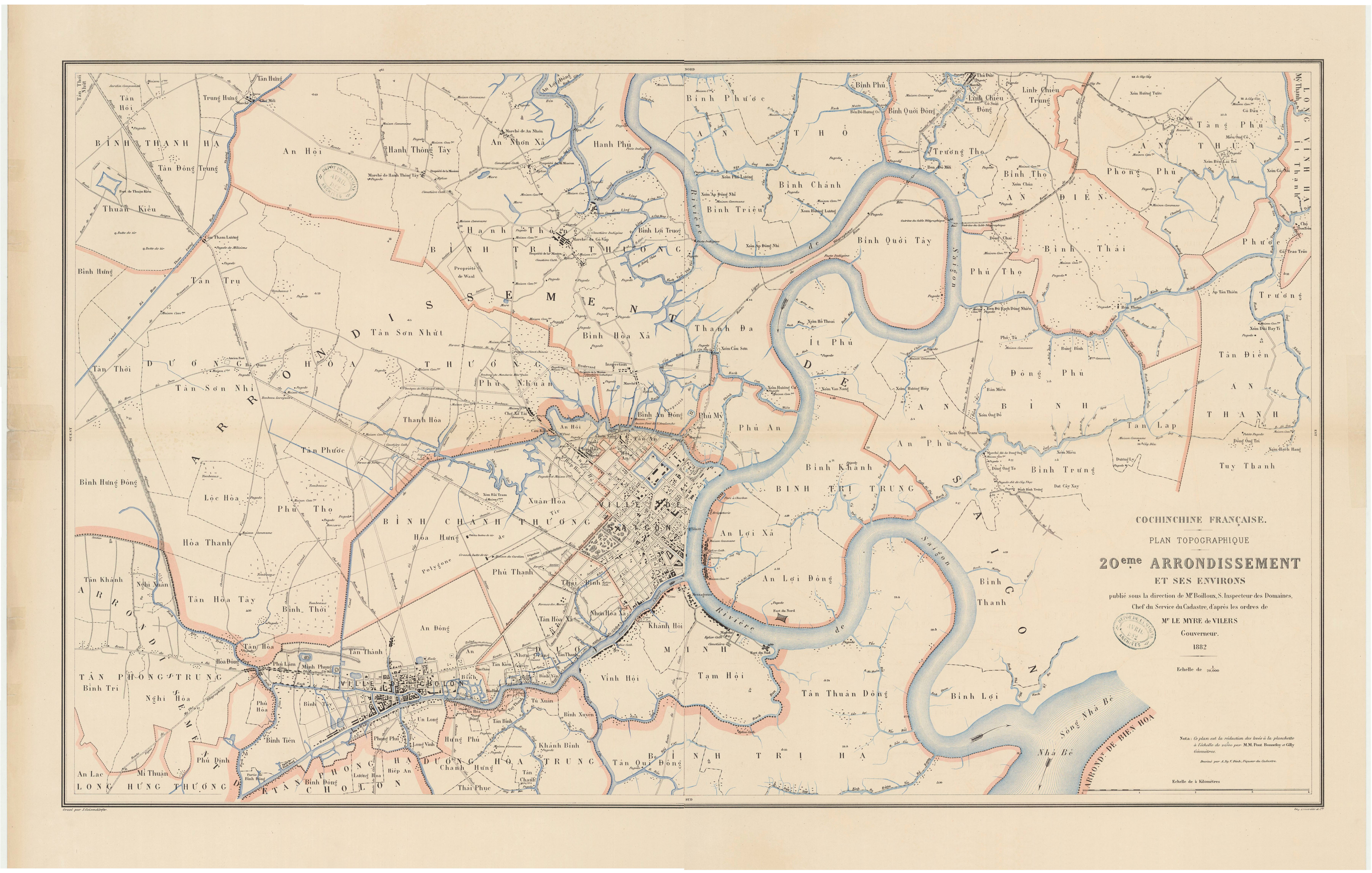
Bản đồ Hạt 20, một đơn vị hành chính do Thống đốc Nam Kỳ quyết định thành lập vào năm 1880. Quận 5 ngày nay tương ứng với khu vực trung tâm thành phố Chợ Lớn, một số làng giáp ranh đã sáp nhập vào địa phận thành phố như An Bình, An Đông, Tân Thành, và vùng Chợ Quán gồm các làng Bình Yên, Hòa Bình, Nhơn Giang, Tân Châu, Tân Kiểng, Tân Quảng khi ấy còn thuộc ngoại vi thành phố.

Địa giới hành chính Quận 5 trước và sau năm 1959 đều khác nhau hoàn toàn.

### Thời phong kiến
Lịch sử Quận 5 ngày nay gắn liền với sự hình thành, phát triển của khu vực Chợ Lớn và lịch sử hơn 300 năm Sài Gòn (Thành phố Hồ Chí Minh). Năm 1623, chúa Nguyễn Phúc Nguyên (chúa Sãi) cho thành lập đồn thu thuế Brai Konor (đồn Sài Gòn) tại Quận 5. Như vậy địa danh Sài Gòn nghĩa hẹp là để chỉ Quận 5.
Năm 1820, vùng đất này thuộc huyện Tân Long, phủ Tân Bình, trấn Phiên An. Năm 1836 thuộc huyện Tân Long, tỉnh Gia Định. Sau thuộc thành phố Chợ Lớn, tỉnh Chợ Lớn.

### Thời Pháp thuộc
Ngày 27 tháng 4 năm 1931, Tổng thống Pháp ký sắc lệnh hợp nhất thành phố Sài Gòn và thành phố Chợ Lớn thành một đơn vị hành chính mới gọi là Khu (một số tài liệu gọi là "Địa phương") Sài Gòn - Chợ Lớn (Région Saigon - Cholon ou Région de Saigon - Cholon).
Ngày 31 tháng 8 năm 1933, Khu Sài Gòn - Chợ Lớn thành lập thêm quận 5. Quận 5 khi đó thuộc khu vực thành phố Chợ Lớn cũ trước năm 1931, ngày nay thuộc địa giới Quận 5, Quận 6 và Quận 11 của Thành phố Hồ Chí Minh.
Ngày 30 tháng 6 năm 1951, Thủ tướng chính quyền Quốc gia Việt Nam ký sắc lệnh số 311-cab/SG đổi tên Khu Sài Gòn - Chợ Lớn thành Đô thành Sài Gòn - Chợ Lớn. Lúc này, Quận 5 thuộc Đô thành Sài Gòn - Chợ Lớn.

### Thời Việt Nam Cộng hòa
Theo sắc lệnh số 143/NV ngày 22 tháng 10 năm 1956 của Tổng thống Việt Nam Cộng hòa Ngô Đình Diệm, Đô thành Sài Gòn - Chợ Lớn đổi tên thành Đô thành Sài Gòn. Khi đó, Quận 5 lại thuộc Đô thành Sài Gòn.
Ngày 27 tháng 3 năm 1959, Tổng thống Việt Nam Cộng hòa ban hành Nghị định số 110-NV về việc phân chia 6 quận đang có thành 8 quận mới: Nhứt, Nhì, 3, Tư, 5, 6, 7 và 8 (trừ 3 quận: Nhứt, Nhì, 3 giữ nguyên, các quận còn lại đều đổi tên và thay đổi địa giới hành chính). Lúc này, Quận 5 trùng với địa giới Quận 7 và phần địa giới thuộc Quận 4 cũ, phía bắc Kênh Tàu Hủ. Năm 1959, Quận 5 có 6 phường: An Đông, Chợ Quán, Trung ương, Minh Mạng, Nguyễn Tri Phương, Phú Thọ.
Năm 1962, Quận 5 giải thể phường Trung ương; lập mới 5 phường: Đồng Khánh, Hồng Bàng, Khổng Tử, Nguyễn Huỳnh Đức và Trang Tử. Như thế lúc này quận có 10 phường.
Năm 1969, tách đất của 3 quận: 3, 5 và 6, để lập mới quận 10 với 4 phường (Minh Mạng, Nguyễn Tri Phương, Phan Thanh Giản, Chí Hòa) và quận 11 với 4 phường (Phú Thọ, Bình Thới, Cầu Tre, Phú Thọ Hòa). Như thế Quận 5 còn 7 phường.
Năm 1974, lập thêm phường Nguyễn Trãi tại Quận 5, lúc này Quận có 8 phường. Cho đến ngày 29 tháng 4 năm 1975, Quận 5 gồm 8 phường: An Đông, Chợ Quán, Đồng Khánh, Hồng Bàng, Khổng Tử, Nguyễn Huỳnh Đức, Nguyễn Trãi, Trang Tử.

### Từ năm 1975 đến nay
Sau khi Chính phủ Cách mạng lâm thời Cộng hòa Miền Nam Việt Nam tiếp quản Đô thành Sài Gòn và các vùng lân cận vào ngày 30 tháng 4 năm 1975, ngày 3 tháng 5 năm 1975 thành phố Sài Gòn - Gia Định được thành lập. Lúc này, Quận 5 thuộc Thành phố Sài Gòn - Gia Định cho đến tháng 7 năm 1976. Đồng thời, có những điều chỉnh do phường hiện hữu có diện tích quá nhỏ hoặc tương đối ít dân cư, trong đó sáp nhập Phường Hồng Bàng vào Phường Nguyễn Trãi và sáp nhập Phường Khổng Tử vào Phường Trang Tử. Như thế lúc này còn 6 phường.
Ngày 20 tháng 5 năm 1976, tổ chức hành chính thành phố Sài Gòn - Gia Định được sắp xếp lần 2 (theo quyết định số 301/UB ngày 20 tháng 5 năm 1976 của Ủy ban nhân dân Cách mạng thành phố Sài Gòn - Gia Định). Theo đó, vẫn giữ nguyên Quận 5 cũ có từ trước đó. Lúc này, các phường cũ đều giải thể, lập các phường mới có diện tích, dân số nhỏ hơn và mang tên số. Quận 5 bao gồm 24 phường và đánh số từ 1 đến 24.
Ngày 2 tháng 7 năm 1976, Quốc hội Việt Nam khóa VI, kỳ họp thứ 1 chính thức đổi tên thành phố Sài Gòn - Gia Định thành Thành phố Hồ Chí Minh. Quận 5 trở thành quận trực thuộc Thành phố Hồ Chí Minh.
Ngày 26 tháng 4 năm 1986, theo Quyết định số 51-HĐBT của Hội đồng Bộ trưởng về việc giải thể 24 phường hiện hữu để thay thế bằng 15 phường mới và đánh số từ 1 đến 15:
- Sáp nhập 2 phường: 19 và 20 thành phường 1.
- Giải thể 3 phường: 21, 22, 23 và 24 để thành lập 3 phường: 2, 3 và 4.
- Sáp nhập 2 phường: 17 và 18 thành phường 5.
- Giải thể 3 phường: 13 cũ, 14 cũ và 16 cũ để thành lập 2 phường: 6 và 7.
- Giải thể 3 phường: 11 cũ, 12 cũ và 15 cũ để thành lập 2 phường: 8 và 9.
- Giải thể 3 phường: 7 cũ, 8 cũ và 9 cũ để thành lập 2 phường: 10 và 11.
- Giải thể 7 phường: 1 cũ, 2 cũ, 3 cũ, 4 cũ, 5 cũ, 6 cũ và 10 cũ để thành lập 4 phường: 12, 13, 14 và 15.

Ngày 9 tháng 12 năm 2020, Ủy ban thường vụ Quốc hội ban hành Nghị quyết 1111/NQ-UBTVQH14 (nghị quyết có hiệu lực từ ngày 1 tháng 1 năm 2021). Theo đó, sáp nhập Phường 15 vào Phường 12.
Ngày 14 tháng 11 năm 2024, Ủy ban Thường vụ Quốc hội ban hành Nghị quyết 1278/NQ-UBTVQH15 (nghị quyết có hiệu lực từ ngày 1 tháng 1 năm 2025). Theo đó, sáp nhập Phường 3 vào Phường 2; sáp nhập Phường 6 vào Phường 5; sáp nhập Phường 8 vào Phường 7 và sáp nhập Phường 10 vào Phường 11. 
Ngày 16 tháng 6 năm 2025, Ủy ban Thường vụ Quốc hội ban hành Nghị quyết số 1685/NQ-UBTVQH15 (áp dụng từ ngày 30 tháng 6 năm 2025). Theo đó, giải thể quận 5 và sắp xếp lại các phường mới thuộc quận 5 cũ:
- Sáp nhập phường 5, 7 và 9 thành phường An Đông.
- Sáp nhập phường 11, 12, 13 và 14 thành phường Chợ Lớn.
- Sáp nhập phường 1, 2 và 4 thành phường Chợ Quán.

### Thông tin thêm về các phường
- Phường Chợ Quán cũ: phường Chợ Quán hiện nay
- Phường Nguyễn Huỳnh Đức cũ: một phần phường An Đông hiện nay
- Phường Đồng Khánh cũ: một phần phường An Đông hiện nay
- Phường An Đông cũ: một phần phường An Đông hiện nay
- Phường Nguyễn Trãi cũ: một phần phường Chợ Lớn hiện nay
- Phường Hồng Bàng cũ: một phần phường Chợ Lớn hiện nay
- Phường Khổng Tử cũ: một phần phường Chợ Lớn hiện nay
- Phường Trang Tử cũ: một phần phường Chợ Lớn hiện nay

## Hành chính
Quận 5 có 10 phường: 1, 2, 4, 5, 7, 9, 11, 12, 13, 14.

## Y tế
Quận 5 là nơi tọa lạc của rất nhiều bệnh viện lớn nhỏ như:
| Tên bệnh viện                                           | Địa chỉ                          | Ghi chú   |
| ------------------------------------------------------- | -------------------------------- | --------- |
| Bệnh viện An Bình                                       | 146 An Bình, Phường 7            |           |
| Bệnh viện Bệnh Nhiệt đới                                | 764 Võ Văn Kiệt, Phường 1        |           |
| Bệnh viện Chấn thương Chỉnh hình                        | 929 Trần Hưng Đạo, Phường 1      |           |
| Bệnh viện Chợ Rẫy                                       | 201B Nguyễn Chí Thanh, Phường 12 |           |
| Bệnh viện Đại học Y Dược Thành phố Hồ Chí Minh          | 215 Hồng Bàng, Phường 11         | Cơ sở 1   |
| Bệnh viện Đại học Y Dược Thành phố Hồ Chí Minh          | 201 Nguyễn Chí Thanh, Phường 12  | Cơ sở 2   |
| Bệnh viện Đức Khang                                     | 500 Ngô Gia Tự, Phường 9         | Cổng số 1 |
| Bệnh viện Đức Khang                                     | 129A Nguyễn Chí Thanh, Phường 9  | Cổng số 2 |
| Bệnh viện Hùng Vương                                    | 128 Hồng Bàng, Phường 12         |           |
| Bệnh viện Nguyễn Trãi                                   | 314 Nguyễn Trãi, Phường 7        |           |
| Bệnh viện Nguyễn Tri Phương                             | 468 Nguyễn Trãi, Phường 7        |           |
| Bệnh viện Phạm Ngọc Thạch                               | 120 Hồng Bàng, Phường 12         |           |
| Bệnh viện Quận 5                                        | 642A Nguyễn Trãi, Phường 11      |           |
| Bệnh viện Răng Hàm Mặt Trung ương Thành phố Hồ Chí Minh | 201A Nguyễn Chí Thanh, Phường 12 |           |
| Bệnh viện Truyền máu - Huyết học Thành phố Hồ Chí Minh  | 118 Hồng Bàng, Phường 12         |           |

## Văn hóa - du lịch

### Thành ngữ
- Ăn Quận 5, nằm Quận 3, xa hoa Quận 1, trấn lột Quận Tư.[13]
- Giao thừa ra Quận Nhất, Nguyên Tiêu về Quận 5.
- Quận 5 lộng lẫy dáng hào hoa[14].
- Sài Gòn có ông bánh bao, Quận 5 có bà há cảo[15].

### Món ăn đặc trưng
1. Vịt quay, đặc biệt là vịt quay Bắc Kinh.
2. Bánh bao nhiều màu sắc, bánh bao Cả Cần
3. Dimsum, há cảo, sủi cảo, hoành thánh
4. Gà hấp muối mỡ (gà Lão Mã)
5. Hủ tiếu sa tế nai
6. Mì xào Phúc Kiến (xào tôm, xào hải sản, xào bò...) xào giòn, xào mềm, mì vịt tiềm.
7. Đậu phụ thối
8. Chân gà hấp tàu xì
9. Phật nhảy tường[16]
10. Các loại chè: chè mè đen, chè trứng hồng trà, chè đu đủ tiềm, chè ỷ, đậu hũ hạnh nhân, quy linh cao, bo bo sữa Hồng Kông...

### Di tích lịch sử và kiến trúc nghệ thuật[17]

#### Di tích cấp quốc gia:
| Tên                                         | Địa chỉ                           | Ghi chú                                                            |
| ------------------------------------------- | --------------------------------- | ------------------------------------------------------------------ |
| Đình Minh Hương Gia Thạnh                   | 380 Trần Hưng Đạo, Phường 11      |                                                                    |
| Khu trại giam Bệnh viện Chợ Quán            | 190 Hàm Tử, Phường 1              | Nơi đồng chí Trần Phú hy sinh                                      |
| Nhà số 5 đường Châu Văn Liêm ("Nhà Bác Hồ") | 5 Châu Văn Liêm, Phường 14        | Nơi đồng chí Nguyễn Tất Thành ở trước khi ra đi tìm đường cứu nước |
| Hội quán Hà Chương                          | 802 Nguyễn Trãi, Phường 14        |                                                                    |
| Hội quán Lệ Châu                            | 586 Trần Hưng Đạo, Phường 14      |                                                                    |
| Hội quán Ôn Lăng                            | 12 Lão Tử, Phường 11              |                                                                    |
| Hội quán Nghĩa An                           | 676 Nguyễn Trãi, Phường 11        |                                                                    |
| Hội quán Nghĩa Nhuận                        | 27 Phan Văn Khỏe, Phường 13       |                                                                    |
| Hội quán Nhị Phủ                            | 264 Hải Thượng Lãn Ông, Phường 14 |                                                                    |
| Hội quán Quỳnh Phủ                          | 276 Trần Hưng Đạo B, Phường 11    |                                                                    |
| Hội quán Tuệ Thành (Chùa Bà Thiên Hậu)      | 710 Nguyễn Trãi, Phường 11        |                                                                    |

#### Di tích cấp Thành phố:
| Tên                | Địa chỉ                           | Ghi chú                                    |
| ------------------ | --------------------------------- | ------------------------------------------ |
| Chùa Thiên Tôn     | 117/3/2 An Bình, Phường 5         |                                            |
| Đình Tân Kiểng     | 718 Trần Hưng Đạo, Phường 2       |                                            |
| Hội quán Phước An  | 184 Hồng Bàng, Phường 12          |                                            |
| Từ đường họ Lý     | 292 Hải Thượng Lãn Ông, Phường 14 |                                            |
| Từ đường Phúc Kiến | 314 Nguyễn Trãi, Phường 7         | Nằm trong khuôn viên Bệnh viện Nguyễn Trãi |

### Du lịch
Các hoạt động du lịch đặc trưng ở Quận 5 là xem biểu diễn múa Lân sư rồng, biểu diễn võ thuật như múa kiếm, đao, thương... ca múa nhạc tạp kỹ, thắp đèn trời, treo đèn lồng, đố đèn, đấu giá đèn lồng, dán câu đối, thả cá, đi lễ chùa, đi mua sắm quần áo, đồ gia dụng, đi ăn uống, đi massage thư giãn, viết thư pháp/vẽ tranh/triển lãm tranh, thi đánh cờ... Quận 5 thu hút du lịch nhất là vào các đêm trăng rằm, đặc biệt là Tết Nguyên Tiêu và Tết Trung thu.
Một số công trình, địa điểm nổi tiếng:
| Tên                           | Địa chỉ                                                 | Website |
| ----------------------------- | ------------------------------------------------------- | ------- |
| Chợ An Đông                   | 34–36 An Dương Vương, Phường 9                          |         |
| Chợ Kim Biên                  | 37 Vạn Tượng, Phường 13                                 |         |
| Công viên Văn Lang            | 238 An Dương Vương, Phường 9                            |         |
| Khách sạn 5 sao Windsor Plaza | 18 An Dương Vương, Phường 9                             |         |
| Khu phố cổ Hải Thượng Lãn Ông | Đường Hải Thượng Lãn Ông                                |         |
| Hào Sĩ Phường                 | 206 Đường Trần Hưng Đạo, Phường 11, Quận 5, Hồ Chí Minh |         |
| Trung tâm Văn hóa Quận 5      | 105 Trần Hưng Đạo, Phường 5                             |         |

## Giao thông

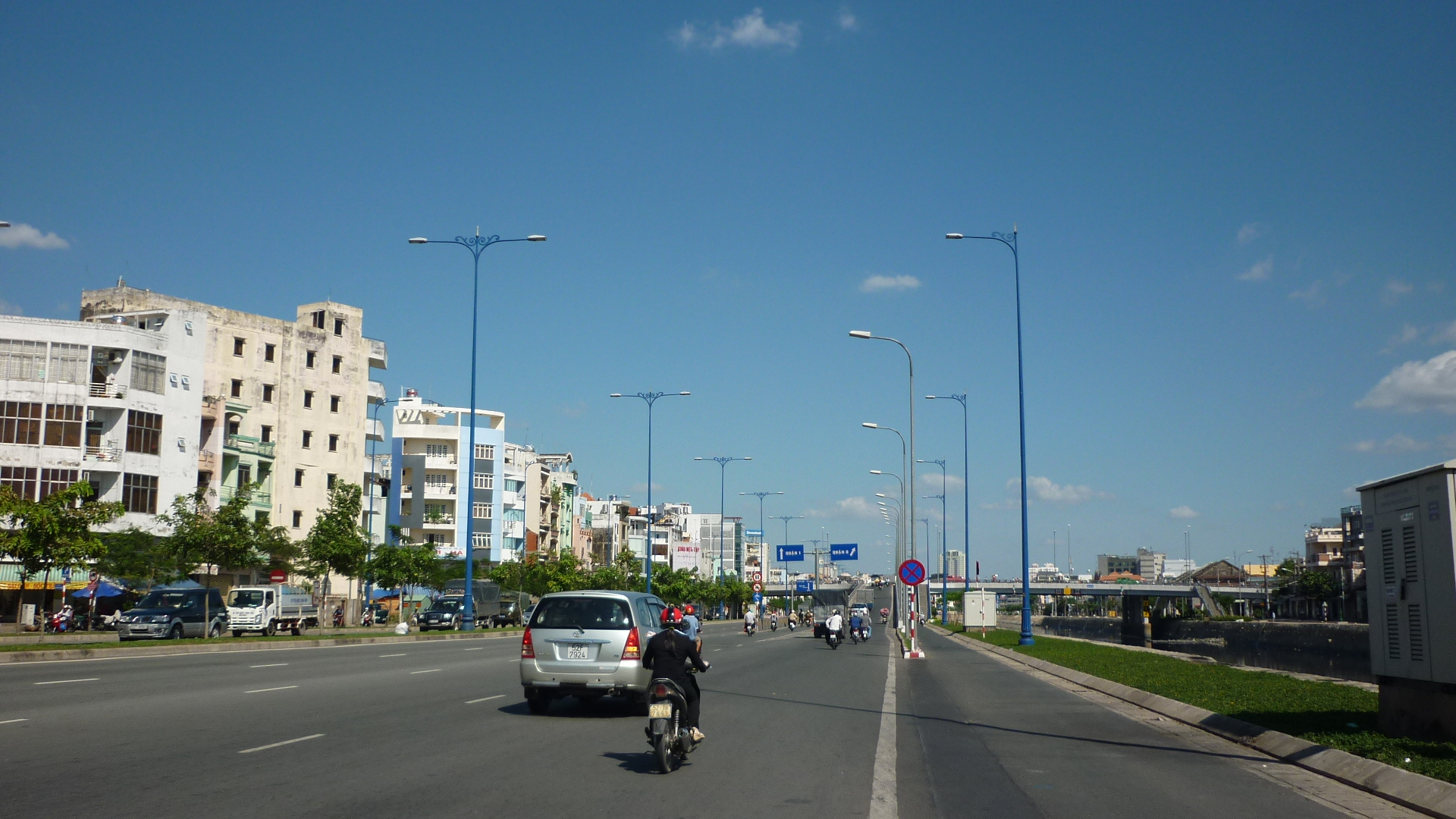
Đại lộ Võ Văn Kiệt, đoạn đi qua Quận 5. Ảnh chụp năm 2013.

### Đường phố
| An Bình An Dương Vương An Điềm Bà Triệu Bãi Sậy Bạch Vân Bùi Hữu Nghĩa Cao Đạt Châu Văn Liêm Chiêu Anh Các Dương Tử Giang Đào Tấn Đặng Thái Thân Đỗ Ngọc Thạnh Đỗ Văn Sửu Gia Phú Gò Công Hà Tôn Quyền Hàm Tử Hải Thượng Lãn Ông Học Lạc Hồng Bàng Hùng Vương Huỳnh Mẫn Đạt | Kim Biên Ký Hòa Lão Tử Lê Hồng Phong Lê Quang Định Lê Quang Sung Lương Nhữ Học Lưu Xuân Tín Lý Thường Kiệt Mạc Cửu Mạc Thiên Tích Nghĩa Thục Ngô Gia Tự Ngô Nhân Tịnh Ngô Quyền Nguyễn An Khương Nguyễn Án Nguyễn Biểu Nguyễn Duy Dương Nguyễn Kim Nguyễn Thi Nguyễn Thị Nhỏ Nguyễn Thời Trung Nguyễn Trãi | Nguyễn Tri Phương Nguyễn Văn Cừ Nguyễn Văn Đừng Nhiêu Tâm Phan Huy Chú Phan Phú Tiên Phan Văn Khỏe Phan Văn Trị Phạm Bân Phạm Đôn Phạm Hữu Chí Phó Cơ Điều Phú Định Phú Giáo Phú Hữu Phù Đổng Thiên Vương Phùng Hưng Phước Hưng Sư Vạn Hạnh Tản Đà Tạ Uyên Tân Hàng Tân Hưng Tân Thành | Thuận Kiều Tống Duy Tân Trang Tử Trần Bình Trọng Trần Chánh Chiếu Trần Điện Trần Hòa Trần Hưng Đạo Trần Phú Trần Tuấn Khải Trần Tướng Công Trần Xuân Hòa Triệu Quang Phục Trịnh Hoài Đức Vạn Kiếp Vạn Tượng Võ Trường Toản Võ Văn Kiệt Vũ Chí Hiếu Xóm Chỉ Xóm Vôi Yết Kiêu |

Dự án "Bảo tồn và cải tạo khu phố cổ Chợ Lớn" rộng 68 hecta, trải dài trên Quận 5 và Quận 6 đang được thảo luận và lấy ý kiến nhân dân.

### Tên đường của quận 5 trước năm 1975
| Bến Hàm Tử, Lê Quang Liêm nay là đường Võ Văn Kiệt Đại lộ Đồng Khánh nay là đường Trần Hưng Đạo B Đại lộ Nguyễn Hoàng nay là đường Trần Phú Đại lộ Thành Thái nay là đường An Dương Vương Đại lộ Pétrus Ký nay là đường Lê Hồng Phong Đường Nguyễn Huỳnh Đức nay là đường Trần Tuấn Khải Đường Bùi Duy Thanh nay là đường Nguyễn Văn Đừng Đường Châu Văn Tiếp nay là đường Trần Xuân Hòa Đường Ngô Quyền, Triệu Đà nay là đường Ngô Quyền Đại lộ Nguyễn Văn Thoại nay là đường Lý Thường Kiệt Đại lộ Trần Hoàng Quân nay là đại lộ Nguyễn Chí Thanh | Đại lộ Tổng Đốc Phương nay là đường Châu Văn Liêm Đại lộ Khổng Tử, Trần Thanh Cần nay là đường Hải Thượng Lãn Ông Đường Nguyễn Văn Thạch nay là đường Nguyễn Thi Đường Lý Thành Nguyên nay là đường Đỗ Ngọc Thạnh Đại lộ Tôn Thọ Tường nay là đường Tạ Uyên Bến Dương Công Trừng nay là đường Nguyễn Thị Nhỏ Đường Mạnh Tử nay là đường Dương Tử Giang Đại lộ Minh Mạng nay là đường Ngô Gia Tự Bến Nguyễn Văn Thành nay là đường Phan Văn Khỏe |

## Giáo dục

### Cơ sở giáo dục đại học, trường dự bị đại học
| Tên trường                                                    | Địa chỉ                       | Website | Ghi chu      |
| ------------------------------------------------------------- | ----------------------------- | ------- | ------------ |
| Trường Dự bị đại học Thành phố Hồ Chí Minh                    | 91 Nguyễn Chí Thanh, Phường 9 |         |              |
| Trường Đại học Hùng Vương Thành phố Hồ Chí Minh               | 736 Nguyễn Trãi, Phường 11    |         | Trụ sở chính |
| Trường Đại học Hùng Vương Thành phố Hồ Chí Minh               | 28–30 Ngô Quyền, Phường 5     | Cơ sở 1 |              |
| Trường Đại học Khoa học Tự nhiên (ĐHQG TPHCM)                 | 227 Nguyễn Văn Cừ, Phường 4   |         | Cơ sở 1      |
| Trường Đại học Sài Gòn                                        | 273 An Dương Vương, Phường 2  |         | Trụ sở chính |
| Trường Đại học Sư phạm Thành phố Hồ Chí Minh                  | 280 An Dương Vương, Phường 4  |         | Trụ sở chính |
| Trường Đại học Sư phạm Thể dục Thể thao Thành phố Hồ Chí Minh | 639 Nguyễn Trãi, Phường 11    |         | Trụ sở chính |
| Trường Đại học Y Dược Thành phố Hồ Chí Minh                   | 217 Hồng Bàng, Phường 11      |         | Trụ sở chính |

### Trường cao đẳng, trường trung cấp
| Tên trường                                          | Địa chỉ                             | Website | Ghi chú      |
| --------------------------------------------------- | ----------------------------------- | ------- | ------------ |
| Trường Cao đẳng Kinh tế Đối ngoại                   | 81 Trần Bình Trọng, Phường 1        |         | Cơ sở Quận 5 |
| Trường Cao đẳng Phát thanh - Truyền hình II         | 75 Trần Nhân Tôn, Phường 9          |         | Cơ sở 1      |
| Trường Trung cấp nghề Kỹ thuật công nghệ Hùng Vương | 161–165 Nguyễn Chí Thanh, Phường 12 |         |              |

### Trường Trung học phổ thông (THPT)
| Tên trường                                                          | Địa chỉ                         | Website                                              |
| ------------------------------------------------------------------- | ------------------------------- | ---------------------------------------------------- |
| Trường Phổ thông Năng khiếu (ĐHQG TP. Hồ Chí Minh)                  | 153 Nguyễn Chí Thanh, Phường 9  |                                                      |
| Trường THPT chuyên Lê Hồng Phong                                    | 235 Nguyễn Văn Cừ, Phường 4     |                                                      |
| Trường THPT Hùng Vương                                              | 124 Hồng Bàng, Phường 12        |                                                      |
| Trường THPT Trần Hữu Trang                                          | 276 Trần Hưng Đạo B, Phường 11  |                                                      |
| Trường THPT Trần Khai Nguyên                                        | 225 Nguyễn Tri Phương, Phường 9 | Lưu trữ ngày 18 tháng 8 năm 2022 tại Wayback Machine |
| Trường Trung học Thực hành (Trường Đại học Sài Gòn)                 | 220 Trần Bình Trọng, Phường 4   |                                                      |
| Trường Trung học Thực hành (Trường Đại học Sư phạm TP. Hồ Chí Minh) | 280 An Dương Vương, Phường 4    |                                                      |

### Các trường THCS
| 1 | Trường THCS Trần Bội Cơ    | 1908 | Số 266 đường Hải Thượng Lãn Ông, Phường 14 |  | https://thcstranboico.hcm.edu.vn/homegd3 |
| 2 | Trường THCS Hồng Bàng      |      |                                            |  | https://thcshongbang.hcm.edu.vn/         |
| 3 | Trường THCS Ba Đình        |      |                                            |  | https://thcsbadinh.hcm.edu.vn/           |
| 4 | Trường THCS Kim Đồng       |      |                                            |  | https://thcskimdong.hcm.edu.vn/          |
| 5 | Trường THCS Mạch Kiếm Hùng |      |                                            |  | https://thcsmachkiemhung.hcm.edu.vn/     |
| 6 | Trường THCS Lý Phong       |      |                                            |  | https://thcslyphong.hcm.edu.vn/          |